# کلودیا یعقوبی
ّکلودیا یعقوبی (ارمنی: Կլաուդիա Յագուբի؛ انگلیسی: Claudia Yaghoobi) نویسنده و پژوهشگر ارمنی-آمریکایی، استاد دانشگاه کارولینای شمالی و مدیر «مرکز خاورمیانه و مطالعات اسلامی» این دانشگاه می‌باشد.

## زندگی‌نامه
وی در ۲۰ نوامبر ۱۹۷۴ در بیمارستان فیروزگر، تهران در خانواده‌ای شش‌نفره شامل دو برادر و یک خواهر به دنیا آمد و کودکی خویش را در محله حشمیته سپری نمود. و از دانشگاه کالیفرنیا، سانتا باربارا (۲۰۱۳) فارغ‌التحصیل شد. وی تدریس درس دربارهٔ «جنگ‌ها و کهنه‌سربازان» در بهار ۲۰۱۷ در دانشگاه کارولینای شمالی در چپل هیل شروع کرد.

## فرهنگ فراملی در دیاسپورای ارامنه ایران[ب]
یعقوبی کتابی دربارهٔ ارامنهٔ ایران به زبان انگلیسی نوشته است. این کتاب «فرهنگ فراملی در دیاسپورای ارامنهٔ ایران» نام دارد. خانم یعقوبی که ارمنی است، در این کتاب تجربه‌های خود از زندگی در ایران و آمریکا را دستمایه‌ای قرار داده برای بازنمایی تجربه‌های ارامنه در زندگی در این دو کشور. یکی از تجربه‌های مهم او جنگ ایران و عراق است که در این کتاب حضور پررنگی دارد. او در کتابش یادی می‌کند از شهدای ارمنی جنگ ایران و عراق. از جمله به یکی از پسرعموهای پدرش اشاره داشته که اولین ارمنی کشته شده در جنگ بوده.

## آثار
- ازدواج موقت در ایران (2020) Temporary Marriage in Iran: Gender and Body Politics in Modern Iranian Film and Literature
- فرهنگ فراملی در دیاسپورای ارامنه ایران (2023) Transnational Culture in the Iranian Armenian Diaspora
- فردیت در عطار، تصوف ایرانی و عرفان اروپایی (2017) Subjectivity in ʿAttār, Persian Sufism, and European Mysticism

## یادداشت
1. ↑  wars and veterans
2. ↑  دیاسپورای ارمنی